# Geografia della Malaysia

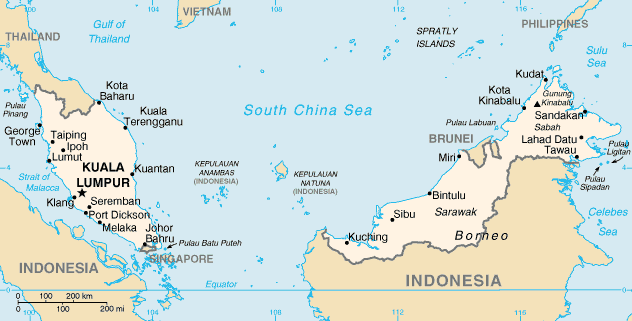
Carta della Malaysia.

La Malaysia è un paese del Sud-est asiatico, situato appena a nord dell'Equatore, costituito da due regioni non contigue: la Malaysia Peninsulare (Semenanjung Malaysia), chiamata anche Malaysia Occidentale (Malaysia Barat), che si trova nella penisola malese, e la Malaysia Orientale (Malaysia Timur), situata nell'isola del Borneo. La capitale malese, Kuala Lumpur, è situata nella parte occidentale della penisola, a circa 40 km dalla costa; il centro amministrativo, Putrajaya, si trova circa 25 km a sud della capitale.
La Malaysia Peninsulare occupa la maggior parte del segmento meridionale della penisola malese. A nord confina con la Thailandia, con la quale condivide un confine terrestre di circa 480 km. A sud, all'estremità della penisola, vi è la repubblica insulare di Singapore, con la quale la Malaysia è collegata da una sopraelevata e da un altro ponte. A sud-ovest, oltre lo stretto di Malacca, vi è l'isola di Sumatra in Indonesia. La Malaysia Orientale comprende i due stati più grandi del paese, il Sarawak e il Sabah, ed è separata dalla Malaysia Peninsulare da circa 640 km di mar Cinese Meridionale. Questi due stati occupano approssimativamente il quarto settentrionale della grande isola del Borneo e condividono un confine terrestre con la porzione indonesiana dell'isola (Kalimantan) a sud. Contornata dal Sarawak vi è la piccola enclave costiera costituita dal sultanato del Brunei. Della superficie totale dell'isola, che comprende circa 690 km² di acque interne, la Malaysia Peninsulare costituisce circa il 40% e la Malaysia Orientale circa il 60%.

## Morfologia

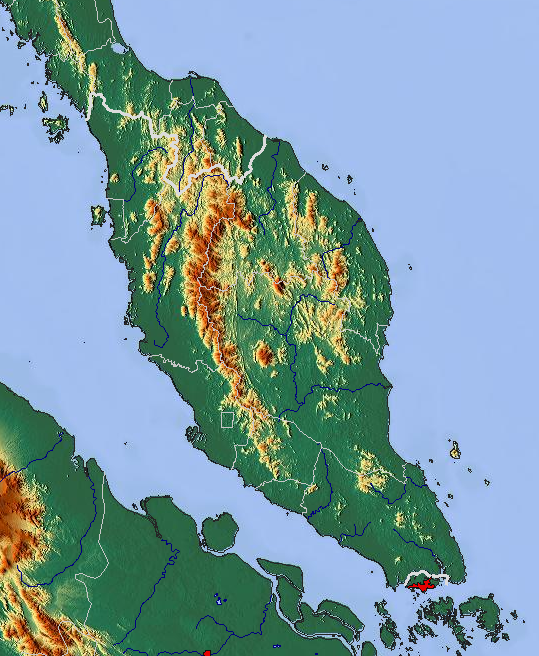
Topografia della Malaysia Peninsulare.

La lunga, stretta e impervia penisola malese si protende verso sud e sud-est dal Myanmar e dalla Thailandia. La porzione appartenente alla Malaysia si estende per circa 800 km di lunghezza e - nel suo punto più largo - per circa 320 km di larghezza est-ovest. Circa metà della Malaysia Peninsulare è ricoperta da graniti e altre rocce ignee, un terzo è ricoperto da rocce stratificate più antiche dei graniti, e la parte restante è ricoperta da alluvioni. Almeno metà della superficie si trova a oltre 150 m di altitudine.
La Malaysia Peninsulare è dominata dal suo nucleo montuoso, che consiste in un numero di catene montuose grosso modo parallele allineate da nord a sud. La più importante tra queste è la Catena Centrale, lunga circa 480 km, che ospita alcune vette che superano i 2100 m. Paesaggi carsici - colline calcaree caratterizzate da ripide pendici di colore grigio-biancastro, vegetazione stentata, caverne create dalla dissolvente azione delle acque e passaggi sotterranei - sono un aspetto caratteristico della morfologia delle regioni centrale e settentrionale della Malaysia Peninsulare. Il nucleo montuoso è circondato da pianure costiere, larghe 15-80 km lungo la costa occidentale della penisola, ma più strette e discontinue lungo quella orientale.

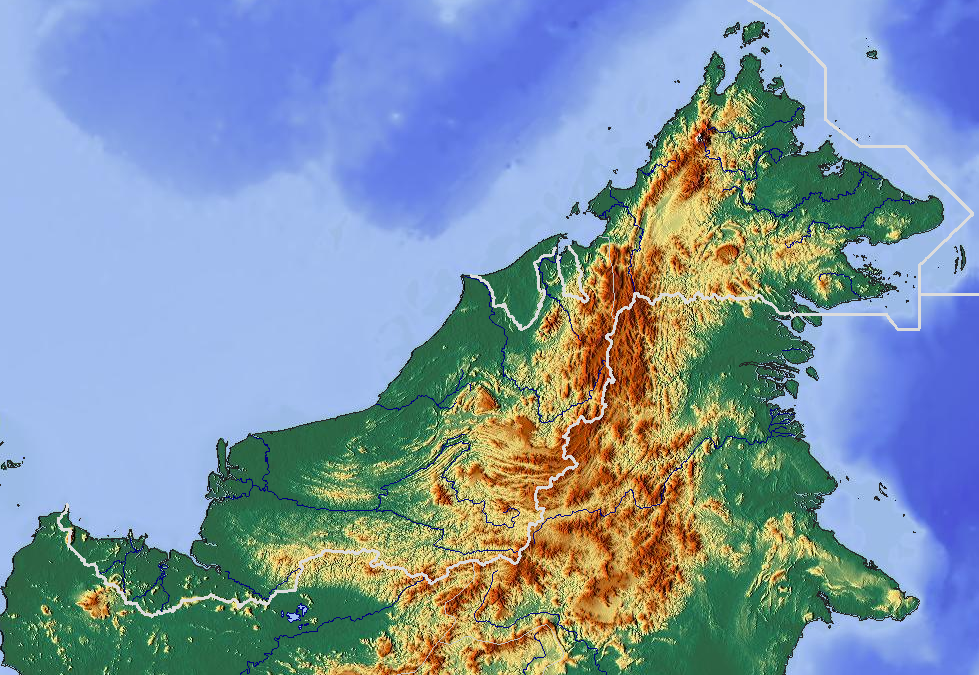
Topografia del Borneo malese.

La Malaysia Orientale è costituita da una striscia di terra allungata che si estende per circa 1125 km di lunghezza e con una larghezza massima di circa 275 km. Alla linea costiera di 2250 km corre parallela, nell'interno, una linea di confine di 1450 km con il Kalimantan. Per la maggior parte della sua lunghezza, il rilievo consiste di tre fasce topografiche. La prima è una piatta pianura costiera. Nel Sarawak, dove la linea costiera è regolare, essa misura 30-60 km di larghezza, mentre nel Sabah, dove la linea costiera è impervia e profondamente frastagliata, è ampia solamente 15-30 km. Oltre la pianura costiera si estende la seconda fascia topografica, la regione delle colline e delle vallate. Qui le altitudini sono generalmente inferiori ai 300 m, ma gruppi di colline isolate possono raggiungere altezze di 750 m o più. Il terreno in questa regione è solitamente irregolare, con colline dai versanti scoscesi e anguste vallate. La terza fascia topografica è quella della spina dorsale montuosa che forma la linea di confine tra la Malaysia Orientale e il Kalimantan. Questa regione, più elevata e prossima alla costa nel Sabah che nel Sarawak, è costituita da un complesso eroso e mal definito di altopiani, canaloni, gole e catene montuose. La maggior parte delle cime di queste catene hanno altitudini comprese tra i 1200 e i 2100 m. Il monte Kinabalu svetta al di sopra di questo complesso montuoso; con i suoi 4101 m, è la vetta più alta della Malaysia e dell'intero Sud-est asiatico insulare.

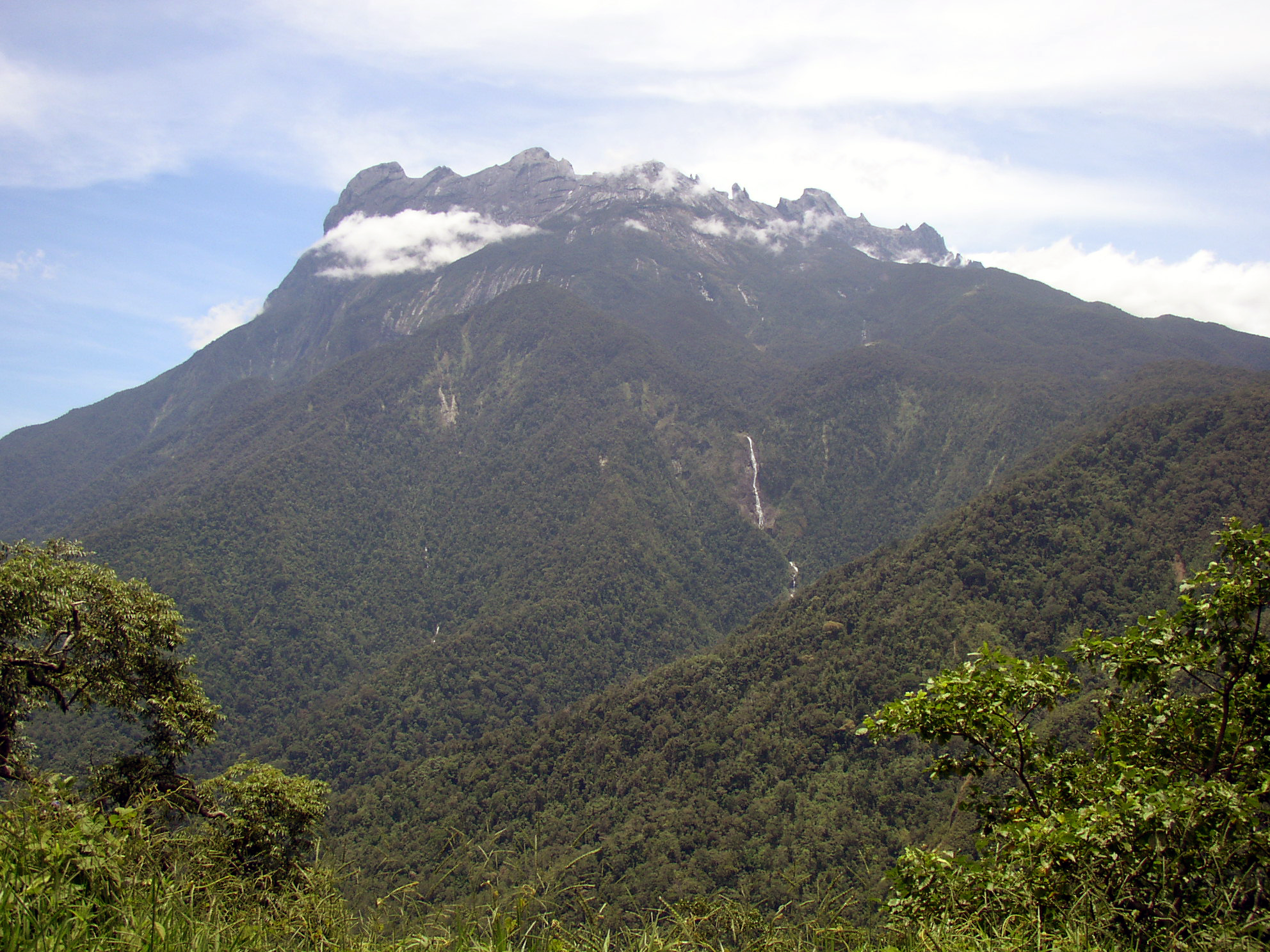
Il monte Kinabalu, vetta più alta della Malaysia, è situato nel Sabah.

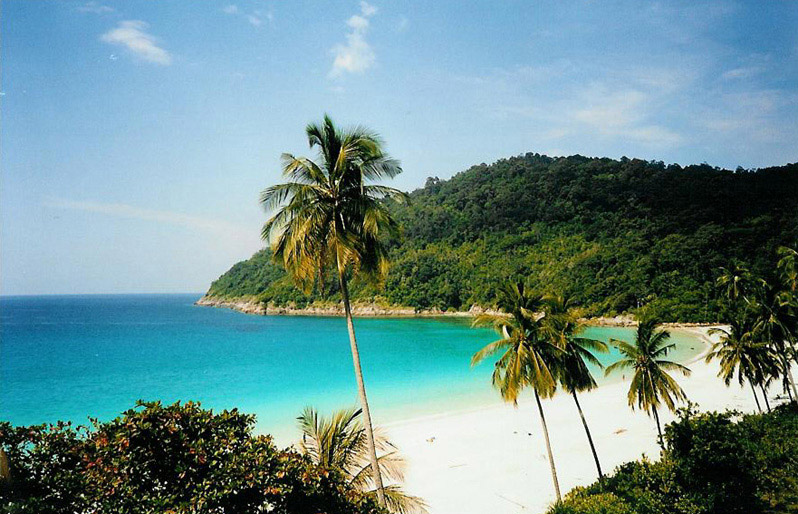
Una spiaggia sull'isola di Redang, nel mar Cinese Meridionale.

## Idrografia
La Malaysia Peninsulare è attraversata da un intricato sistema di fiumi e torrenti. Il suo fiume più lungo - il Pahang - è lungo solamente 434km. I torrenti scorrono in ogni periodo dell'anno a causa delle piogge costanti, ma il volume delle acque trasportate fluttua a seconda della natura localizzata e torrenziale delle precipitazioni. Piogge prolungate spesso causano inondazioni, specialmente nelle aree dove il corso naturale dei fiumi è stato danneggiato dalle estrazioni minerarie incontrollate o dalle attività agricole.
Come nella Malaysia Peninsulare, la direzione del corso dei fiumi della Malaysia Orientale è stabilita dagli altopiani dell'interno, che formano inoltre la linea spartiacque tra Malaysia e Indonesia. I fiumi, anch'essi perenni a causa delle piogge che cadono durante tutto l'anno, formano un denso reticolo che ricopre l'intera regione. Il fiume più lungo del Sarawak, il Rajang, è lungo circa 563 km ed è navigabile da imbarcazioni dal fondo piatto per circa 240 km dalla foce; la sua controparte nel Sabah, il Kinabatangan, ha una lunghezza simile, ma è navigabile solamente per circa 190 km dalla foce. I fiumi forniscono una via di comunicazione tra la costa e l'interno, e, nel passato, la maggior parte degli insediamenti erano situati lungo il corso dei fiumi.

## Suoli
I suoli di entrambe le porzioni della Malaysia sono rimasti esposti per lungo tempo agli intensi agenti atmosferici tropicali, con il risultato che la maggior parte dei loro nutrienti vegetali è stata dilavata via. I suoli, generalmente, sono fortemente acidi e a grana grossa e possiedono basse quantità di materiale organico. Ogni materiale organico si ossida rapidamente quando è esposto agli agenti atmosferici, e i suoli, di conseguenza, si impoveriscono ancora di più. L'erosione del suolo costituisce sempre un pericolo sui terreni in pendenza, dove sono richieste misure preventive come la costruzione di argini contenitivi o l'impianto di coperture vegetali protettive.
Solo una piccola parte dei suoli della Malaysia Peninsulare sono fertili; essi inoltre richiedono una regolare applicazione di fertilizzanti per garantire la crescita dei raccolti. Generalmente, le condizioni del suolo nel Sarawak e nel Sabah non differiscono molto da quelle della penisola. Di queste tre regioni, soltanto il Sabah possiede superfici apprezzabili di terreni fertili. Questi si trovano nelle aree costiere sud-orientali, dove la sostanza parente da cui si forma il suolo è costituita da materiali vulcanici chimicamente basici.

## Clima

Carta climatica della Malaysia.

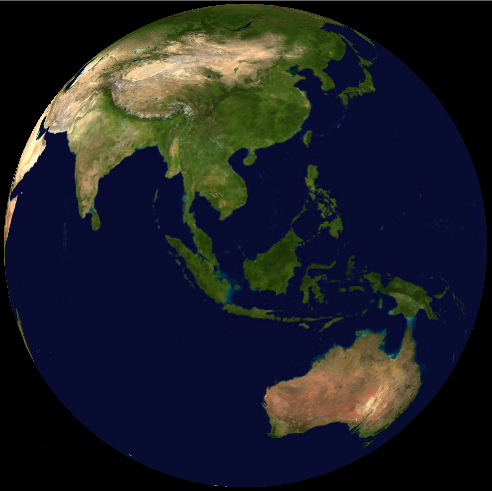
La Malaysia è situata nella regione equatoriale, ed ha un clima equatoriale.

Sia la Malaysia Peninsulare che quella insulare sono situate alla stessa latitudine tropicale e sono interessate da correnti d'aria simili. Entrambe sono caratterizzate da temperatura e umidità elevate e forti precipitazioni, e da un modello climatico annuale che ruota attorno ai monsoni di nord-est e di sud-ovest. Le quattro stagioni dell'anno sono quelle del monsone di nord-est (da novembre o dicembre fino a marzo), del primo periodo intermonsonico (da marzo fino ad aprile o maggio), del monsone di sud-ovest (da maggio o giugno fino a settembre o ai primi di ottobre) e del secondo periodo intermonsonico (da ottobre a novembre). L'insorgenza e il ritrarsi dei due monsoni non sono nettamente definite.
Anche se la Malaysia ha un clima equatoriale, la ristrettezza e la configurazione topografica di ogni porzione - un nucleo montuoso centrale fiancheggiato da piatte pianure costiere - facilitano la penetrazione nell'interno di influenze climatiche marittime. I monsoni modificano ulteriormente il clima. Il monsone di nord-est porta forti piogge e mare mosso sulle coste esposte del Sarawak sud-occidentale e del Sabah settentrionale e nord-orientale, e talvolta provoca inondazioni nella parte orientale della penisola. Il monsone di sud-ovest colpisce soprattutto la fascia costiera sud-occidentale del Sabah, dove le inondazioni sono comuni. Né la Malaysia Peninsulare né quella insulare sono situate nella fascia dei cicloni tropicali (tifoni), ma le loro coste di tanto in tanto sono soggette a forti temporali associati a rovesci.
Le temperature sono uniformemente alte durante tutto l'anno. Sulla penisola, hanno una media di circa 27 °C nella maggior parte delle aree di pianura. Nelle aree costiere della Malaysia Orientale, le temperature minime si aggirano intorno ai 23 °C, e le massime intorno ai 32 °C; le temperature sono più basse nelle regioni di altopiano dell'interno. Nella penisola, ogni anno, cadono in media circa 2540 mm di pioggia; la località più asciutta, Kuala Kelawang (nel distretto di Jelebu), nei pressi di Kuala Lumpur, riceve circa 1650 mm di pioggia ogni anno, mentre quella più umida, Maxwell's Hill, a nord-ovest di Ipoh, ne riceve circa 5000 mm. Le precipitazioni medie annue nel Sabah variano da circa 2030 a 3560 mm, mentre la maggior parte del Sarawak riceve 3050 mm di pioggia o più ogni anno.

## Flora e fauna

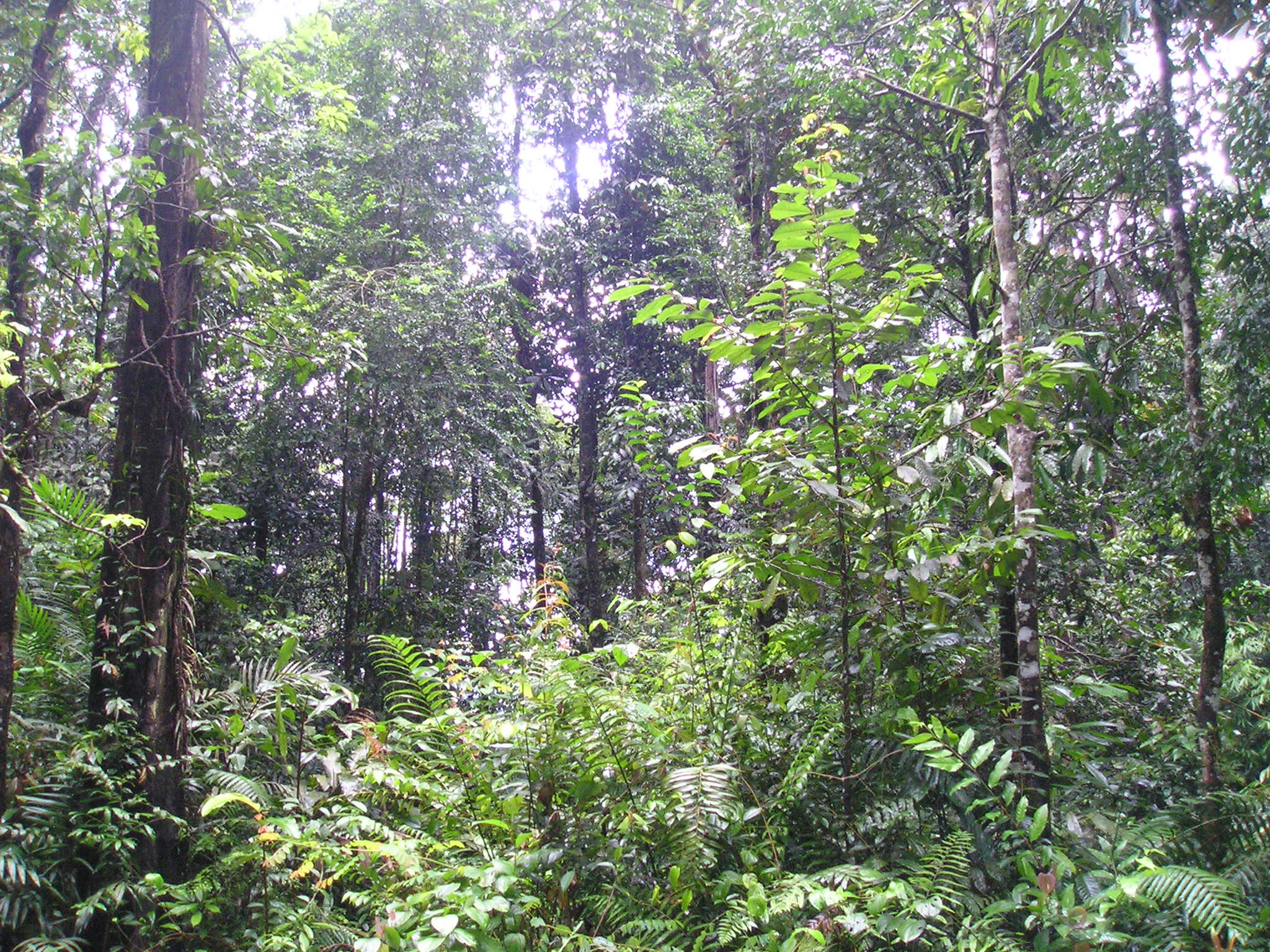
La fitta foresta pluviale malese.

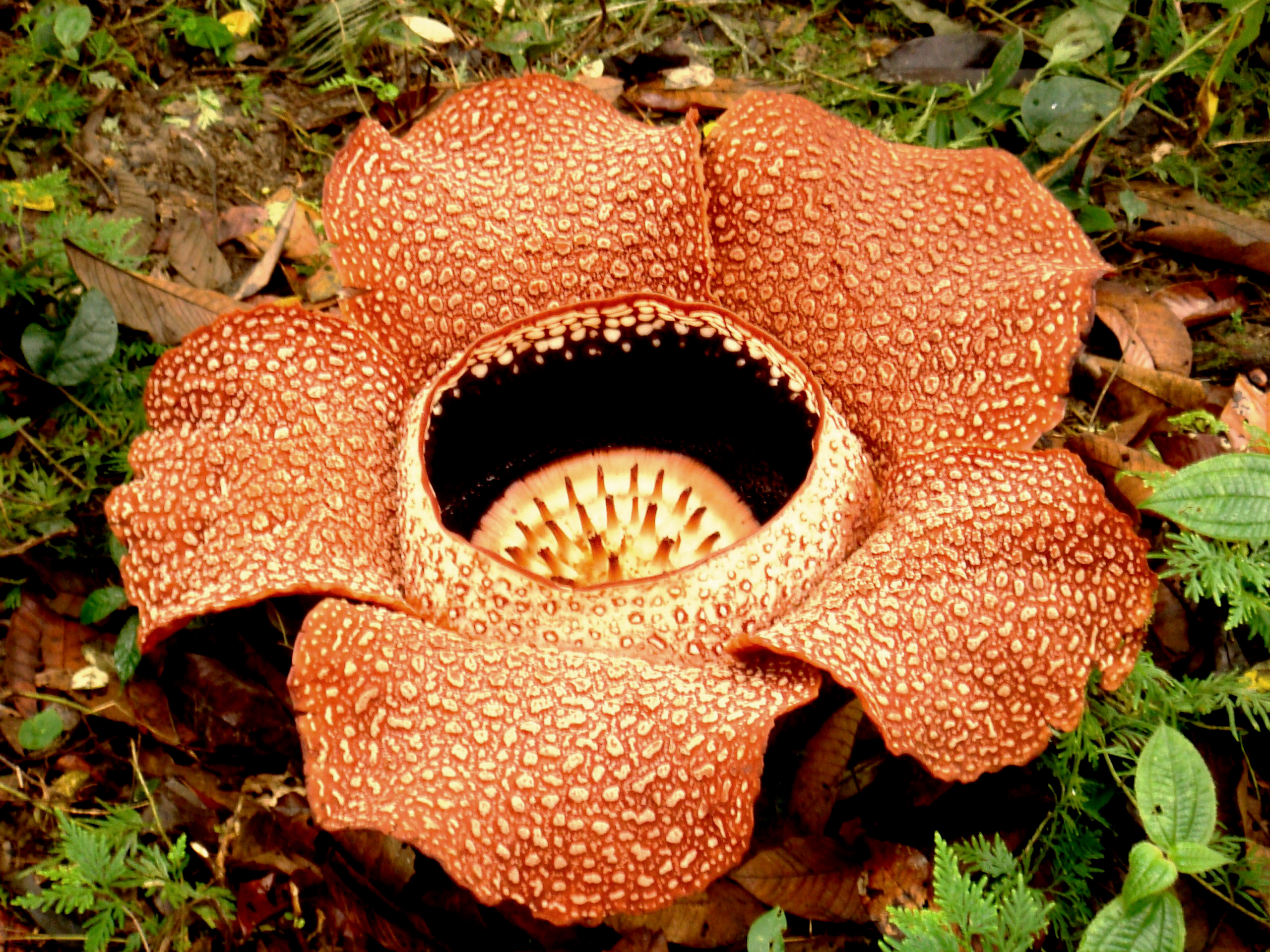
Fiore di Rafflesia arnoldii.

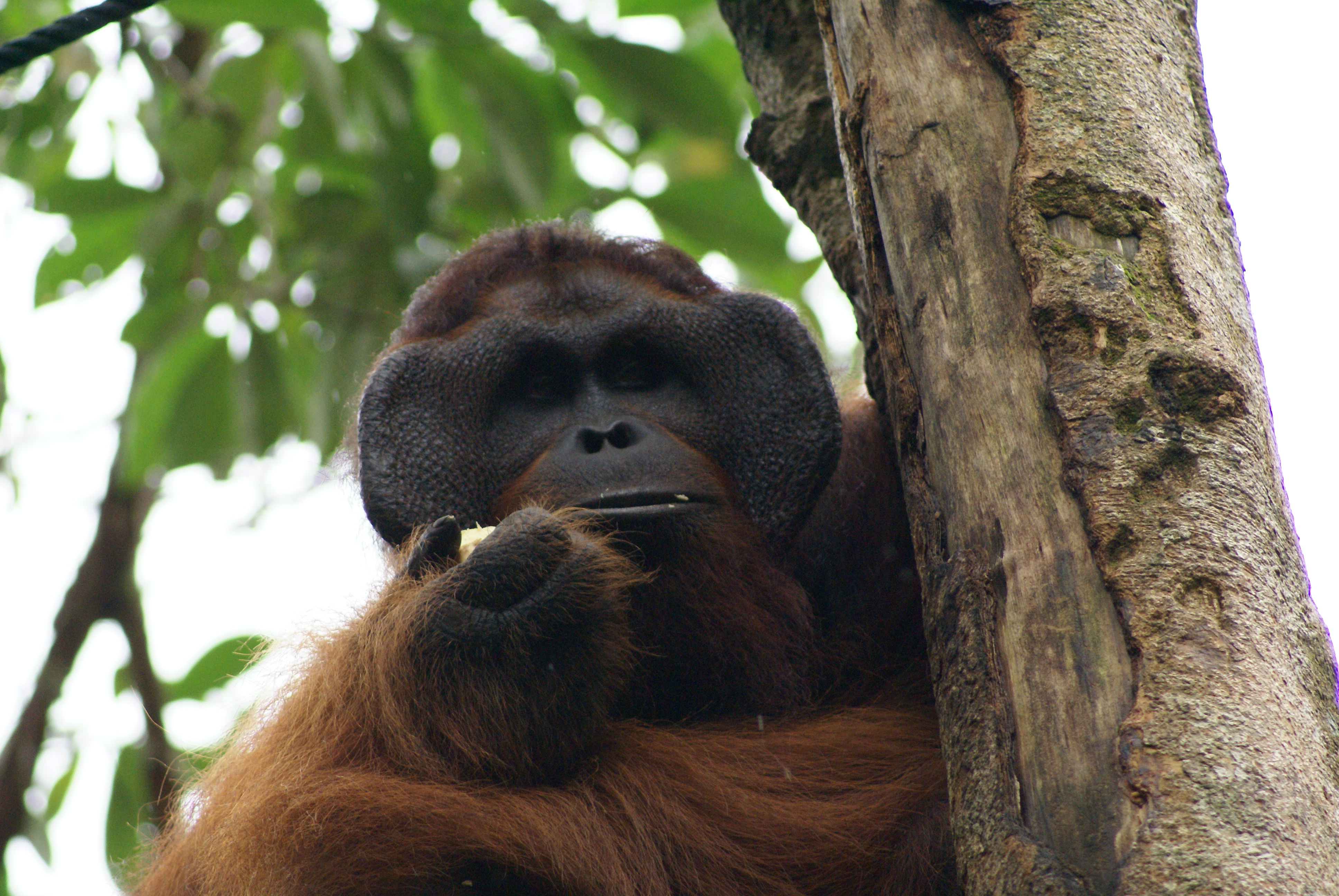
Un orango nel Sarawak.

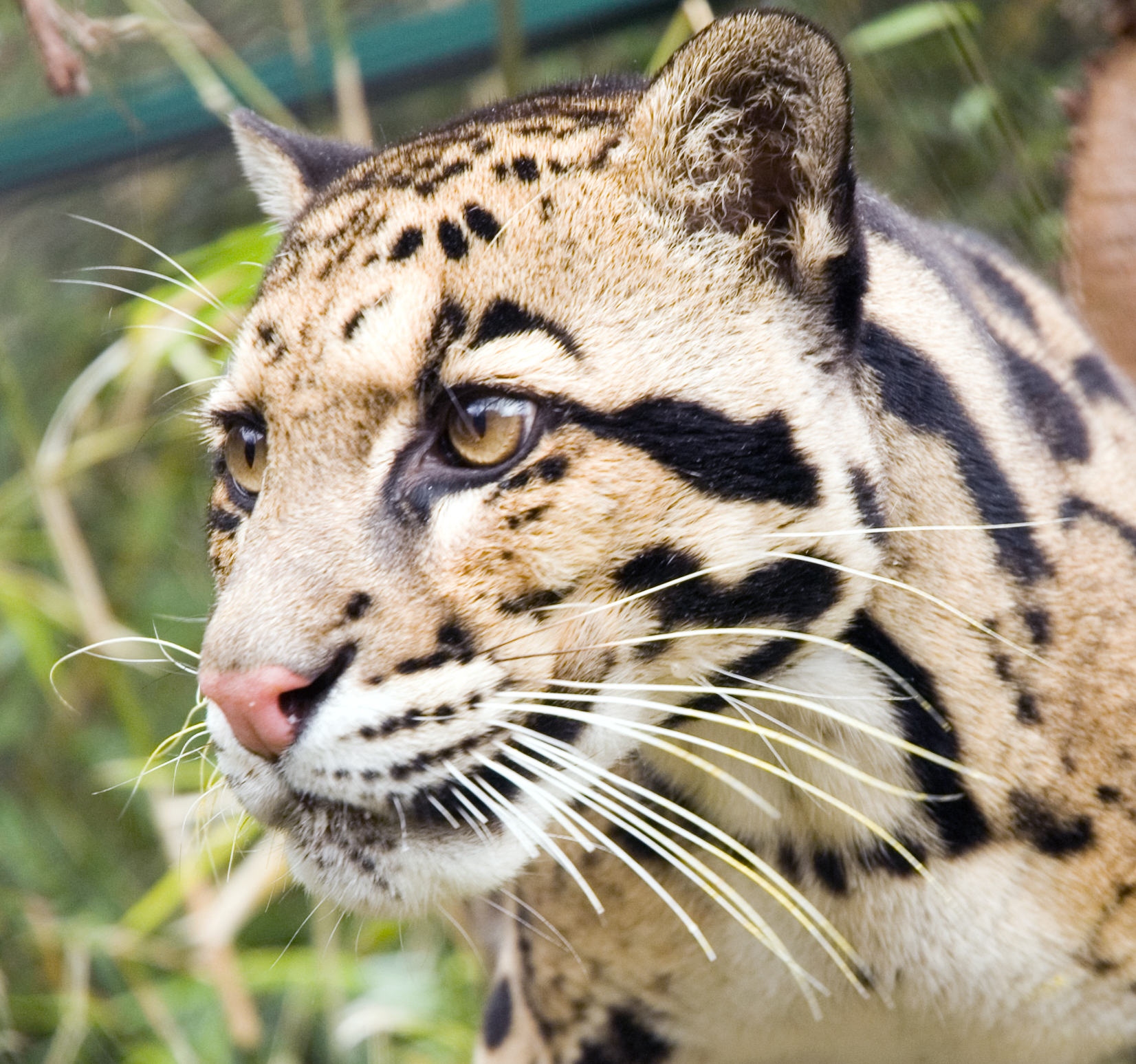
Neofelis nebulosa, il leopardo nebuloso.

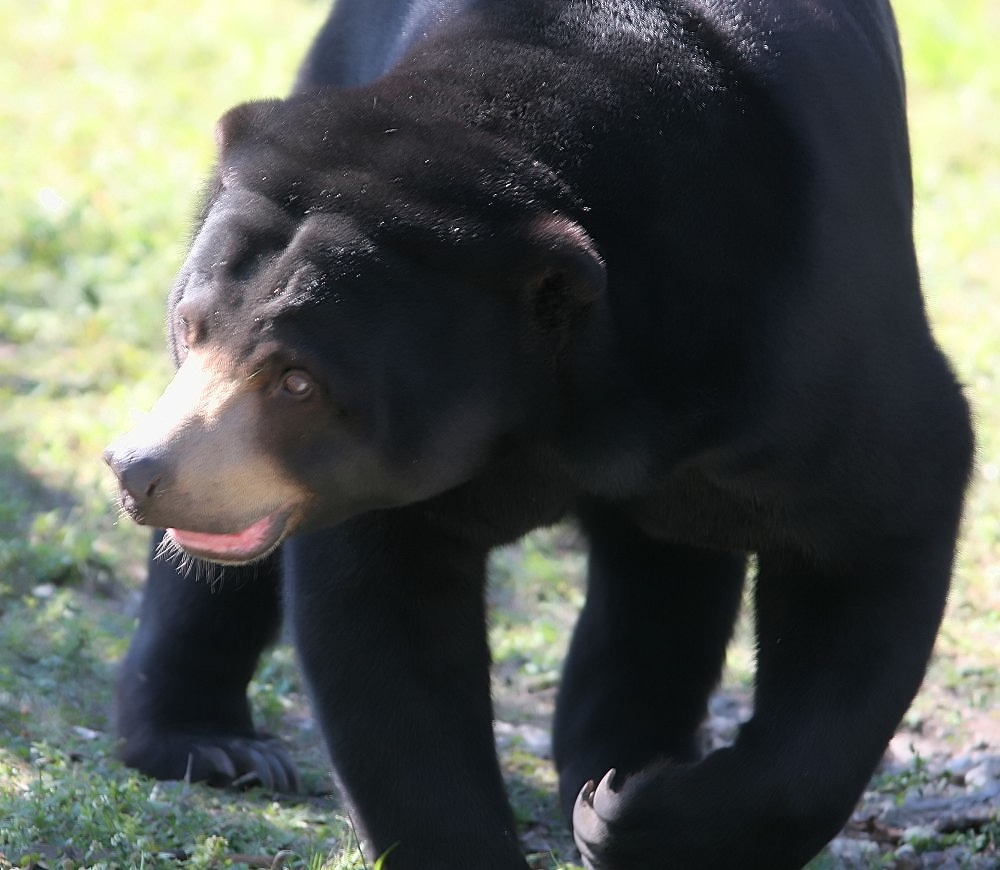
L'orso del sole, o anche orso malese.

La vegetazione caratteristica della Malaysia è la fitta foresta pluviale sempreverde. Essa ricopre ancora più di due quinti della penisola e circa due terzi del Sarawak e del Sabah; un'altra frazione del paese è ricoperta da foreste paludose. Il tipo di terreno, la posizione geografica e l'altitudine producono una caratteristica serie di fasce altitudinali di vegetazione: foreste paludose tidali sulla costa, foreste paludose d'acqua dolce - e di torba - nelle parti mal drenate delle pianure costiere, foreste pluviali di pianura nelle parti ben drenate delle pianure costiere e delle colline pedemontane fino ad un'altitudine di circa 600 m, e foreste sub-montane e montane (chiamate anche foreste nebulose) a quote superiori. I terreni fortemente lisciviati e sabbiosi di alcune parti del Sarawak centrale e della costa supportano una foresta aperta simile a una brughiera nota comunemente come kerangas.
La flora della foresta pluviale malese è tra le più ricche del mondo. Vi sono alcune migliaia di specie di piante vascolari, tra cui più di 2000 specie di alberi, nonché il fiore cadavere parassita (Rafflesia arnoldii della famiglia Rafflesiaceae), il fiore conosciuto più grande del mondo, che può misurare quasi 1 m di diametro. Nelle foreste della Malaysia crescono anche numerose varietà di piante carnivore del genere Nepenthes. In un solo acro di foresta (0,4 ettari) possono crescere fino a 100 specie diverse di alberi, oltre a tutta una serie di arbusti, erbe, liane (rampicanti) ed epifite (piante non parassite che crescono su altre piante e ricavano nutrimento dall'atmosfera). La volta della foresta è così fitta che solo poca luce riesce a penetrarla. Di conseguenza, il sottobosco di solito è poco sviluppato - contrariamente alla credenza popolare - e non è impenetrabile. Gran parte della foresta pluviale originaria è stata distrutta dagli abbattimenti per fare spazio a terreni sfruttati per scopi agricoli o commerciali, da venti impetuosi e tempeste di fulmini, e dai popoli indigeni che praticano l'agricoltura taglia e brucia. Quando questi terreni dissodati vengono successivamente abbandonati, spesso vi si sviluppano distese di erbacce, boscaglie e foreste secondarie.
Le foreste e le boscaglie sono abitate da una grande varietà di vita animale. Tra i mammiferi della penisola figurano elefanti, tigri, gaur di Malacca (o seladang, imponenti bovini selvatici), rinoceronti di Sumatra, tapiri (quadrupedi muniti di ungulati e di una breve proboscide), cinghiali e molte specie di cervi, tra cui i pelandok, o traguli (piccoli ruminanti simili a cervi, noti anche come cervi topo). Anche coccodrilli, varani e cobra sono originari del paese, mentre le tartarughe verdi e le gigantesche tartarughe liuto nidificano lungo le spiagge della costa orientale.

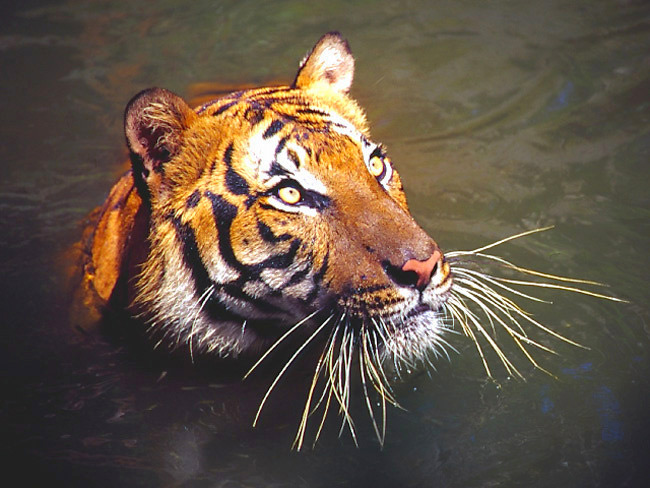
La tigre della Malesia, l'animale malese nazionale dello stato.

La vita animale nella Malaysia Orientale è perfino più varia di quella della penisola. Oltre alle specie presenti anche su quest'ultima, la Malaysia Orientale è anche la dimora di oranghi e rinoceronti, entrambi a grave rischio di estinzione, orsi malesi (noti anche come orsi del sole) e della straordinaria nasica - una scimmia arboricola di colore rossastro caratterizzata da un lungo naso. Vi sono inoltre numerosissime salangane, specie di rondoni che nidificano nelle caverne i cui nidi vengono regolarmente raccolti e venduti come ingrediente principale della zuppa cinese di nidi di rondine.